# دالي روبرتس
دالي روبرتس (بالإنجليزية: Dale Roberts)‏ (8 أكتوبر 1956 بنيوكاسل أبون تاين في المملكة المتحدة - 5 فبراير 2003 بإبسوتش في المملكة المتحدة) هو لاعب كرة قدم بريطاني في مركز الدفاع. لعب مع إيبسويتش تاون وهال سيتي وNorth Ferriby United A.F.C. ‏ وأتلانتا تشيفز وبريدلينغتون تاون ‏.

## وصلات خارجية
- دالي روبرتس على موقع قاعدة بيانات كرة القدم.إي يو (الإنجليزية)